# Fabien Palcau
Fabien Palcau (Dijon, 22 de junio de 1997) es un deportista francés que compite en atletismo, especialista en las carreras de fondo. Ganó una medalla de oro en el Campeonato Europeo de Atletismo en Ruta de 2025, en la prueba de 10 km por equipo.

## Palmarés internacional
| Campeonato Europeo en Ruta | Campeonato Europeo en Ruta | Campeonato Europeo en Ruta | Campeonato Europeo en Ruta |
| Año                        | Lugar                      | Medalla                    | Prueba                     |
| -------------------------- | -------------------------- | -------------------------- | -------------------------- |
| 2025                       | Bruselas/Lovaina (Bélgica) | Medalla de oro             | 10 km por equipo           |